# Liste von Batterietürmen und Turmforts
Liste von Batterietürmen und Turmforts
In dieser Liste sind integrierte und freistehende Batterietürme bzw. ähnliche Bauwerke aufgeführt. Dabei handelt es sich sowohl um intakte als auch um ruinöse oder geschleifte Anlagen.

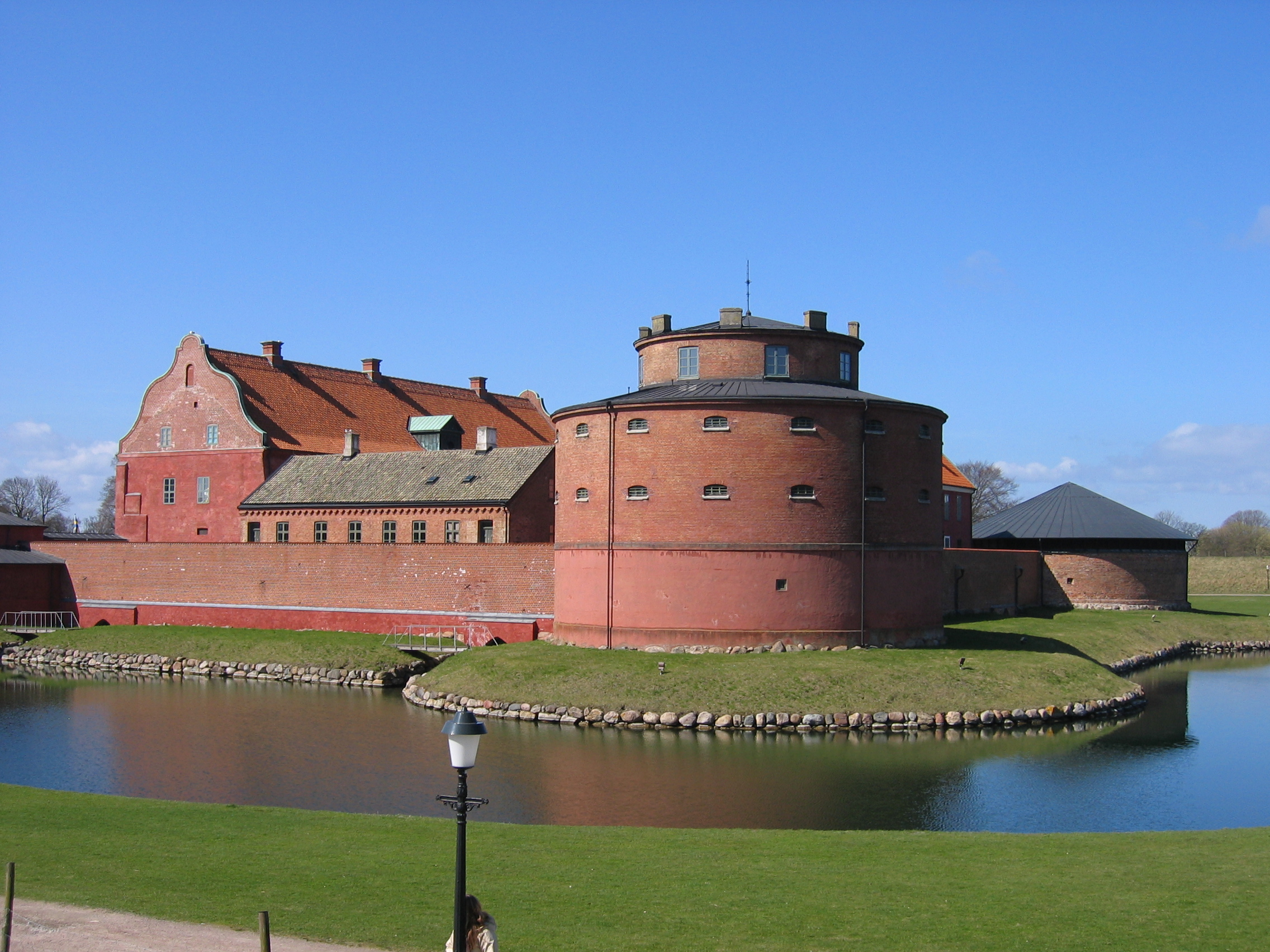
Zitadelle der Festung Landskrona (Schweden)

- Schloss Hellenstein, Baden-Württemberg
- Schloss Langenburg, Baden-Württemberg
- Burg Wildenstein (Leibertingen), Baden-Württemberg
- Schloss Hohentübingen, Baden-Württemberg
- Burgschloss Schorndorf, Baden-Württemberg
- Heidelberger Schloss, u. a. „Krautturm“, teilweise als Ruine erhalten, Baden-Württemberg
- Pulverturm in Burghausen, Bayern
- Burg Hohenberg, Bayern
- Festung Rosenberg, Dicker Turm, Salzturm, Luntenturm; Bayern
- Festung Lichtenau, eckige Geschütztürme der Renaissance, Bayern
- Veste Oberhaus, eckiger Geschützturm, Bayern
- Schloss Wörth an der Donau, Bayern
- ehem. Festung Hohenlandsberg, geschleift, Bayern
- Festung Marienberg, Maschikuliturm, Bayern
- Zitadelle Peitz, erhaltener kurioser Geschützturm „Dicker Turm“ (eigentlich eine Geschützplattform) der geschleiften Zitadelle von Peitz, Brandenburg
- Schloss Babenhausen (Hessen), Hessen
- Burg Herzberg, Turm mit Fachwerkaufbau, Hessen
- Burg Frankenstein, Hessen
- Wasserburg Friedewald, baugeschichtlich besonders wertvolle Geschütztürme, Hessen
- bemerkenswerter erhaltener Junker-Hansen-Turm (um 1480), ehemaliger Geschützturm der Stadtbefestigung Neustadts mit Fachwerkoberbau, heute Teil des Schlosses Dörnberg, Neustadt (Hessen), Hessen
- Burg Breuberg, Michaelsturm, Roter Turm, Vorderer Turm; Hessen
- Burg Greifenstein, Hessen
- Marburger Schloss, Hexenturm, Hessen
- Burg Münzenberg, großer Batterieturm der Westseite und vier kleinere, Hessen
- Schloss Spangenberg, Geschützturm mit unterirdischem Zugang, Hessen
- ehem. Turmfort auf Rheininsel Petersaue, geschleift, Hessen
- ehem. Geschützturm/Fort auf Insel Walfisch, geschleift, Mecklenburg-Vorpommern
- Burg Bentheim, Niedersachsen
- Burg Calenberg, Niedersachsen
- „Zwinger“ der Stadtbefestigung Goslar, Niedersachsen
- Elbschloss Bleckede, Turmrest, Niedersachsen
- Schloss Gifhorn, Nordostturm mit Kasemattengang, Niedersachsen
- Schloss Burg, Nordrhein-Westfalen
- Burg Nanstein, Rheinland-Pfalz
- Geschützturm Kleinfrankreich als Vorwerk einer Burg, Rheinland-Pfalz
- Hardenburg, Ruinen, Rheinland-Pfalz
- ehem. Turmfort der Moselweißer Schanze, geschleift, der Festung Koblenz, Rheinland-Pfalz
- Ortenburg Bautzen, Burgwasserturm, Sachsen
- Burgruine Elsterberg, Sachsen
- Burgruine Wehlen, Sachsen
- mehrere Türme der Festungsstadt Görlitz, Sachsen
- Kaisertrutz in Görlitz, rondellartiger Geschützturm, Sachsen
- Burgschloss Moritzburg, mehrere Türme, Sachsen-Anhalt
- Festung Burg Wendelstein, rondellartige Turmruine, Sachsen-Anhalt
- Schloss Moritzburg (Zeitz), runde und eckige Geschütztürme, Sachsen-Anhalt
- Schloss Burgk, Batterieturm für Hakenbüchsen, Thüringen
- ehem. spätgotische Zitadelle Cyriaksburg, zwei erhaltene bergfriedartige spätgotische Geschütztürme, Thüringen
- Burg Olavinlinna, Finnland
- Turmfort „Goldener Turm“, siehe Vauban-Turm, Inselfort 17. Jh., Frankreich
- Wasserburg Trakai, Litauen
- Festung Kufstein, Österreich
- erhaltenes Turmfort „Engelsburg“ (Aniola) der Festung Swinemünde, Polen
- ehem. Geschütztürme oder Turmforts (19. Jh.) der preußischen Festung Posen, Polen:
  - ehem. Fort Haake (auch: Fort IV)
  - ehem. Fort Radziwilla und
  - ehem. Bastion II (auch: „Brünneck“)
- zentraler (spätgotischer?) Festungsturm „Donjon“ der Festung Silberberg, Polen
- ehem. Turmforts der Festung Thorn, Polen
- erhaltenes Turmfort (1802 oder 1806–1829) im Fort „Friedrich Wilhelm“ in Festung Cosel, Ruine
- Festung Weichselmünde, Zirkularfestung, Polen
- erhaltener Wrangelturm und Dohnaturm der Festung Königsberg, Russland
- Festung Carlsten, Schweden
- Festung Fredriksborg, Übergang vom Geschützturm zum Turm-Reduit, Schweden
- Festung Karlsborg, drei Geschütztürme (ab 1845), Schweden
- Zitadelle Landskrona, ehem. Burgschloss mit vier Geschütztürmen an den Ecken, Schweden
- Malmöhus, Burgschloss mit Geschützturm, Schweden
- Burg Freudenstein (Jáchymov), Batterieturm „Schlickturm“ (1517–1520) für Hakenbüchsen, Tschechien
- ehem. Turmfort der Festung Vaxholm, Schweden
- erhaltene Turmforts Turm Triva und Turm Baur(beide 1828–1841) der Landesfestung Ingolstadt, Bayern

- Karte mit allen verlinkten Seiten:
- OSM |
- WikiMap